# Saturday Night's Alright for Fighting
Saturday Night's Alright for Fighting is een nummer van de Britse zanger Elton John. Hij schreef het nummer samen met Bernie Taupin, terwijl Gus Dudgeon de productie voor zijn rekening nam. In juni 1973 werd het uitgebracht als eerste single van het album Goodbye Yellow Brick Road.
Het nummer is gesampled in Gloria (Umberto Tozzi) van Umberto Tozzi.

## Hitnoteringen en prijzen
Saturday Night's Alright for Fighting bereikte van twee hitlijsten; in de UK Singles Chart werd de zevende positie bereikt en in de Billboard Hot 100 kwam het tot de twaalfde plaats.